# Lionel Conacher
Lionel Pretoria Conacher, född 24 maj 1900 i Toronto, död 26 maj 1954 i Ottawa, var en kanadensisk professionell ishockeyspelare, multiidrottare och politiker.

## Biografi
Som ishockeyspelare spelade Conacher i NHL åren 1925–1937 för Pittsburgh Pirates, New York Americans, Montreal Maroons och Chicago Black Hawks. Han vann två Stanley Cup, 1934 med Chicago Black Hawks och 1935 med Montreal Maroons. 1994 valdes han postumt in i Hockey Hall of Fame.
Förutom ishockey var Conacher aktiv inom ett flertal andra sporter. Han spelade kanadensisk fotboll för Toronto Argonauts, med vilka han vann Grey Cup 1921, samt baseboll för Toronto Maple Leafs med vilka han vann International League 1926. Därtill utövade han lacrosse, brottning och boxning.  
1937 lade Conacher av med professionell idrott för att istället ägna sig åt politik.

## NHL-statistik
| 1925–26    | Pittsburgh Pirates  | NHL        | 33  | 9  | 4   | 13  | 64  | —  | — | — | — | —  |
| 1926–27    | Pittsburgh Pirates  | NHL        | 10  | 0  | 0   | 0   | 12  | —  | — | — | — | —  |
| 1926–27    | New York Americans  | NHL        | 30  | 8  | 9   | 17  | 81  | —  | — | — | — | —  |
| 1927–28    | New York Americans  | NHL        | 30  | 11 | 6   | 17  | 82  | —  | — | — | — | —  |
| 1928–29    | New York Americans  | NHL        | 44  | 5  | 2   | 7   | 132 | 2  | 0 | 0 | 0 | 10 |
| 1929–30    | New York Americans  | NHL        | 39  | 4  | 6   | 10  | 73  | —  | — | — | — | —  |
| 1930–31    | Montreal Maroons    | NHL        | 35  | 4  | 3   | 7   | 57  | 2  | 0 | 0 | 0 | 2  |
| 1931–32    | Montreal Maroons    | NHL        | 46  | 7  | 9   | 16  | 60  | 4  | 0 | 0 | 0 | 2  |
| 1932–33    | Montreal Maroons    | NHL        | 47  | 7  | 21  | 28  | 41  | 2  | 0 | 1 | 1 | 0  |
| 1933–34    | Chicago Black Hawks | NHL        | 48  | 10 | 13  | 23  | 87  | 8  | 2 | 0 | 2 | 4  |
| 1934–35    | Montreal Maroons    | NHL        | 40  | 2  | 6   | 8   | 44  | 7  | 0 | 0 | 0 | 14 |
| 1935–36    | Montreal Maroons    | NHL        | 47  | 7  | 7   | 14  | 65  | 3  | 0 | 0 | 0 | 0  |
| 1936–37    | Montreal Maroons    | NHL        | 45  | 6  | 19  | 25  | 64  | 5  | 0 | 1 | 1 | 2  |
| NHL totalt | NHL totalt          | NHL totalt | 494 | 80 | 105 | 185 | 862 | 33 | 2 | 2 | 4 | 34 |

## Meriter
- Canada's Sports Hall of Fame – 1955[7]

### Ishockey
- Memorial Cup – 1920
- Stanley Cup – 1934 och 1935
- NHL First All-Star Team – 1933–34
- NHL Second All-Star Team – 1932–33 och 1936–37
- Invald i Hockey Hall of Fame 1994

### Kanadensisk fotboll
- Grey Cup – 1921
- Canadian Football Hall of Fame – 1963[8]

## Familj
Lionel Conachers yngre bröder Charlie och Roy Conacher var även de professionella ishockeyspelare och spelade i NHL. Hans son Brian Conacher spelade för Toronto Maple Leafs i NHL samt för Kanada i OS 1964 i Innsbruck.